# Colorado Springs Switchbacks Football Club
Colorado Springs Switchbacks FC é um clube de futebol americano da cidade de Colorado Springs, Colorado.

## História
A equipe foi anunciada oficialmente em 2013 e fez a sua estreia na liga em 2015, fazendo uma boa campanha e sendo eliminado nas semifinais de conferência para o Oklahoma City Energy FC. No ano seguinte foi eliminado nas quartas de finais da conferência para o Vancouver Whitecaps FC 2.

## Estádio
Entre 2015 e 2020, o clube mandou seus jogos no Switchbacks Training Stadium. A partir de 2021, o clube mandará seus jogos no Weidner Field.

## Estatísticas

### Participações
|  | Participações em 2017 |

| Competição     | Competição               | Temporadas | Melhor campanha           | Estreia | Última | P | R |
| Estados Unidos | Lamar Hunt U.S. Open Cup | 3          | Quarta Fase (2015 e 2016) | 2015    | 2017   |   | – |